# Lophorina minor
Lophorina minor (лат.) — вид воробьинообразных птиц из семейства райских птиц (Paradisaeidae). Эндемик острова Новая Гвинея. Ранее считалась подвидом чудной райской птицы (Lophorina superba).
Распространена на юго-востоке острова Новая Гвинея на полуострове Папуа, в основном в пределах горных массивов Оуэн-Стэнли и Вартон. Обитает в горных тропических лесах на высоте от 1650 до 1900 м.
Подвидов не образует. 